# (66652) Borasisi
(66652) Borasisi (frühere Bezeichnung: 1999 RZ253) ist ein transneptunisches Objekt im Kuipergürtel.
Entdeckt wurde der Asteroid 8. September 1999 von einem Astronomenteam um Chad Trujillo. Aus der absoluten Helligkeit wird ein Durchmesser von ca. 166 km geschätzt.
Der von den Entdeckern vorgeschlagene Name wurde im September 2007 offiziell angenommen. Borasisi ist der Begriff für die Sonne, der in der fiktiven Religion des Bokononismus in Kurt Vonneguts Roman Katzenwiege (Cat's Cradle) verwendet wird. Damit ist der Asteroid Borasisi der erste Asteroid des Kuipergürtels, der nicht nach einer real existierenden Mythologie benannt wurde.

## Mond

2003 wurde von den Astronomen K. S. Noll und D. C. Stephens die Entdeckung eines Mondes bekanntgegeben, der Borasisi in einem Abstand von nur 4660 ± 170 km umkreist. Die Entdeckung gelang mit Hilfe des Infrarot-Spektrometers des Hubble Space Telescopes. Der Durchmesser des Begleiters wird auf etwa 137 km geschätzt, weshalb man Borasisi mit seinem fast gleich großen Begleiter als Doppelasteroiden klassifizieren kann. Der Mond erhielt passend zur Namensgebung des Hauptkörpers den Namen Pabu (vollständige Bezeichnung: (66652) I Pabu). Pabu als Bezeichnung für Mond entstammt ebenso der fiktiven Religion des Bokononismus.